# Fanny Ardant
Fanny Ardant (født 22. marts 1949 i Saumur, Maine-et-Loire i Frankrig) er en fransk skuespillerinde. Hun er kendt som Mathilde Bauchard	i Kvinden overfor fra (1981), og som Pierrette i 8 kvinder fra (2002).